# Clervaux
Clervaux sau Clerf este o comună în districtul Diekirch, cantonul cu același nume în Luxemburg. Comuna se întinde pe suprafața de 2549 ha, ea avea în 2009, 2.025 loc. În regiunea comunei se află o serie de atracții turistice printre care se numără câteva cetăți și castele medievale.
De comună aparțin localitățile:
- Clerf (1.105 loc.),
- Eselborn (392 loc.),
- Mecher (28 loc.),
- Reuler (237 loc.),
- Urspelt (82 loc.),
- Weicherdange (181 loc.).

La data de 12 octombrie 2008, locuitorii comunelor Clerf, Heinerscheid și Munshausen, și-au exprimat printr-un referendum dorința de a fuziona.